# Pony Canyon
Pony Canyon Inc. (株式会社ポニーキャニオン Kabushiki gaisha Ponī Kyanion?), también conocida de forma abreviada como Ponican (ぽにきゃん Ponikyan?), es una compañía japonesa establecida el 1 de octubre de 1966. Se centra en la publicación de música, DVD y videos VHS, películas y videojuegos. Está afiliada al grupo de medios japonés Fujisankei Communications Group. Pony Canyon es un líder importante en la industria de la música en Japón, con sus artistas regularmente en la cima de las listas japonesas. Pony Canyon también es responsable de lanzar conciertos grabados de sus artistas, así como muchas producciones de anime y varias producciones cinematográficas.
Pony Canyon tiene su sede en Tokio con oficinas en Malasia y Corea del Sur. Emplea a aproximadamente 360 personas. Pony Canyon también posee el sello discográfico Flight Master.

## Historia
El 1 de octubre de 1966, Nippon Broadcasting System, Inc. abrió una nueva división de sellos discográficos, llamada Nippon Broadcasting System Service, Inc., para producir y comercializar música de artistas japoneses. La división cambió formalmente su nombre en 1970 a Pony Inc. para que coincidiera con las marcas que había estado usando anteriormente. Estos fueron "PONYPak" para casetes de 8 pistas de 1967, y "PONY" para casetes de 1968.
El 1 de agosto de 1970, se fundó otro sello discográfico japonés, Canyon Records Inc. Al igual que Pony Inc., Canyon Records formaba parte del Fujisankei Communications Group. Canyon Records fue respaldado financieramente al 60% por Pony Inc. y al 40% por la empresa matriz de Pony, Nippon Broadcasting System.
En 1982, Pony se aventuró en contenido interactivo al producir software de juegos de computadora personal con el nombre "Ponyca". En 1984, la compañía celebró acuerdos de licencia con las principales empresas extranjeras, MGM/UA Home Video, Vestron Video International, Walt Disney Home Video y BBC Video (la empresa también ingresó en acuerdos de licencia con las principales empresas extranjeras, RCA/Columbia Pictures International Video en 1986), y en 1985 establecieron oficinas en Nueva York y Londres. En 1986, Pony firmó acuerdos de licencia con A&M Records y en 1989 con Virgin Records para manejar ambas compañías.
El 21 de octubre de 1987, Pony Inc. y Canyon Records fusionaron sus operaciones para formar Pony Canyon Inc.
En 1990, Pony Canyon se expandió y abrió cinco subsidiarias fuera de Japón, una de ellas es una filial en Singapur llamada Skin, que fue dirigida por Jimmy Wee y firmó a artistas locales en inglés como Gwailo, Art Fazil, Chris Vadham, The Lizards ' Convención, Humpback Oak y Radio Active. Además de Singapur, Pony Canyon también tiene una filial en Taiwán y una empresa conjunta en Hong Kong y Corea del Sur, nombrada Golden Pony y SAMPONY, respectivamente. Cuatro de las cinco subsidiarias se cerraron en 1997 debido a la crisis financiera asiática, dejando a la subsidiaria de Malasia como la única subsidiaria que permanece en funcionamiento. Sin embargo, las operaciones de Hong Kong y Corea se restablecieron como una subsidiaria de propiedad total, aunque la operación de Corea tenía una participación del 16% de socio local. En 2003, Forward Music adquirió las sucursales de Pony Canyon en Hong Kong y Taiwán, ambas afectadas por la crisis financiera.
Como productor de videojuegos, Pony Canyon llevó la serie Ultima de Origin Systems y la serie Advanced Dungeons & Dragons de Strategic Simulations al sistema Family Computer de Nintendo. Entre 1986 y 1990, produjeron remakes de los primeros cuatro títulos de Ultima para las plataformas MSX2 y NES. Estos remakes diferían de las versiones originales, con código de juego reescrito y gráficos completamente nuevos. La biblioteca de videojuegos de Pony Canyon fue lanzada generalmente en América del Norte por FCI. Pony Canyon no ha lanzado ningún videojuego desde Virtual View: Nemoto Harumi para PlayStation 2 en julio de 2003.
La compañía ha estado ocasionalmente involucrada en la producción de películas. Por ejemplo, eran una compañía de coproducción para la película erótica india de 1996 Kama Sutra: A Tale of Love.
Después de una fusión con Nippon Broadcasting System, Fuji Television Network, Inc. se convirtió en el principal accionista de Pony Canyon en 2006. El año siguiente, Fuji Television convirtió a Pony Canyon en su subsidiaria de propiedad total. Fuji Television pasó a llamarse Fuji Media Holdings en 2008. A pesar de las asociaciones con Fuji Television, no todos los programas de televisión y películas de Pony Canyon se han emitido en Fuji Television. Algunos de los catálogos de TV que no son de Fuji de Pony Canyon incluyen películas de Doraemon.
En septiembre de 2014, Pony Canyon abrió un sello de distribución de anime norteamericano, Ponycan USA, que apunta a licenciar sus títulos para transmisión y video doméstico en EE. UU. Y Canadá. Los lanzamientos de sus videos caseros serán distribuidos exclusivamente por Right Stuf Inc..

### Logo

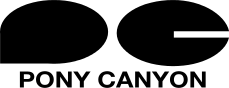
1987–2006
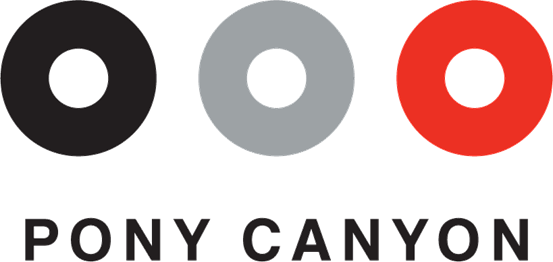
2006–2017

## Artistas
A continuación se muestra una lista seleccionada de artistas musicales firmados bajo la etiqueta de Pony Canyon.
| - Λucifer - Agnes Chan - aiko - Amika Hattan - Alph Lyla - A Pink - Arashi - ART-SCHOOL - Asumi Nakata - Aya Ueto - Band-Maid - Bishojo Club 31 - BLOOD STAIN CHILD - Buono! - CHERRYBLOSSOM - Chack Mori - Combattimento - D-51 - Dreamcatcher - Echiura - Ensemble Planeta - FLAME - GONTITI - Grapevine | - Hanako Oku - HAV - HEY-SMITH - HIBIKILLA - Home Grown - Honya - Jang Geun Suk - Kaoru Sugita - Keiko Matsui - Keita Tachibana - Kitaro - Kiyoko Suizenji - KREVA - Kyoko Fukada - Lead - Le Couple - LM.C - Maaya Uchida - Maika Shiratori - Masako Mori - Masami Mitsuoka - Mayumi Kojima - Mika Kamita - Mika Kano - Miki Matsubara - Mikuni Shimokawa - Miyuki Kanbe - Miyuki Nakajima - Nanamorichu Gorakubu - Naohito Fujiki | - ORIGINAL LOVE - Ota Crew - Paul Mauriat - Rhyme-scientist - Ryota Mitsunaga - SHE - Shizuka Kudo - SONOMI - SPLAY - SuG - Tetsu and Tomo - the ARROWS - the BOOGIE JACK - w-inds. - Yoko Minamino - Yoku Hata - Yui Ichikawa - Yu Yamada - ZEEBRA - +PLUS - Heo Young Saeng - Yuki Saito |

## Videojuegos
A continuación se muestra una lista seleccionada de videojuegos desarrollados o publicados por la etiqueta de Pony Canyon.
- Attack Animal Gakuen
- Bubble Ghost
- Dr. Chaos
- Final Justice
- Hydlide
- Jungle Wars 2 – Kodai Mahou Ateimos no Nazo
- Kabuki-chou Reach Mahjong: Toupuusen
- Lunar Pool
- Onita Atsushi FMW
- Onyanko Town
- Penguin Land
- Phantom Fighter
- Pit Fall
- Shiroi Ringu he
- Super Pitfall
- Tasmania Story
- Ultima I: The First Age of Darkness
- Ultima II: The Revenge of the Enchantress
- Ultima III: Exodus
- Ultima IV: Quest of the Avatar
- Zanac

## Anime
A continuación se muestra una lista de las series de anime con licencia para transmisión y lanzamiento de videos caseros en Norteamérica por el sello Ponycan USA de Pony Canyon.
- Amagami SS
- Aa! Megami-sama la película
- Clean Freak! Aoyama kun
- Cute High Earth Defense Club Love!
- Cute High Earth Defense Club Love! Love!
- Days
- Denkigai no Honya-san
- Etotama
- Garakowa: Restore the World
- Kuromukuro
- Lance N' Masques
- The Lost Village
- Rokka no Yūsha
- Sanrio Boys
- Sound! Euphonium
- K-On!
- Welcome to the Ballroom
- Yuki Yuna is a Hero
- Kamisama Hajimemashita
- Tokyo Revengers